# Geochelone platynota
Geochelone platynota é uma espécie de tartaruga terrestre, nativo das florestas decíduas secas de Myanmar. Está perto da extinção em Mianmar, porque é comida pelos nativos do país.

## Descrição
A tartaruga estrela birmanesa tem padrões radiantes em forma de estrela em sua carapaça fortemente abobadada. Tem saliências em sua concha que parecem estrelas.
Esta tartaruga pode ser facilmente distinguida da mais comum tartaruga indiana comparando os plastrões das duas espécies.

## Conservação
O comércio de espécimes capturados na natureza é ilegal (permitido apenas em circunstâncias licenciadas excepcionais). Alegadamente, Mianmar nunca concedeu uma licença de exportação, o que significa que a maioria das tartarugas criadas em cativeiro são originárias de tartarugas ilegais, ou importações adquiridas antes da listagem da CITES.

## Criação em cativeiro
A reprodução da tartaruga estrela birmanesa é difícil, e seu primeiro cruzamento bem-sucedido em cativeiro foi em Taipei Zoo, Taiwan, onde algumas tartarugas estrela birmanesa nasceram em 2003.
Jardim Zoológico de Yadanabon também está atualmente envolvido em um programa de reprodução em cativeiro para tentar aumentar a população desta tartaruga.
Começando com 200 tartarugas em 2004, até outubro de 2017, havia 14.000 tartarugas em programas de criação e 1000 foram reintroduzidas na natureza.
- Asian Turtle Trade Working Group (2000). «Geochelone platynota». Lista Vermelha de Espécies Ameaçadas. 2000: e.T9013A12950329. doi:10.2305/IUCN.UK.2000.RLTS.T9013A12950329.en Listed as Critically Endangered (CR A1cd+2 cd, C2a v2.3)